# Lukavec u Hořic
Lukavec u Hořic là một làng thuộc huyện Jičín, vùng Královéhradecký, Cộng hòa Séc.